# Raionul Iakîmivka, Zaporijjea
Iakîmivka (în ucraineană Якимівський район, transliterat: Iakîmivskîi raion) este un raion în regiunea Zaporijjea, Ucraina. Reședința sa este așezarea de tip urban Iakîmivka.

## Demografie
Componența lingvistică a raionului Iakîmivka
     Rusă (55,11%)
     Ucraineană (42,52%)
     Alte limbi (0,37%)
Conform recensământului din 2001, majoritatea populației raionului Iakîmivka era vorbitoare de rusă (55,11%), existând în minoritate și vorbitori de ucraineană (42,52%).